# Карлово (Бугарска)
Карлово (буг. Карлово) град је у Републици Бугарској, у средишњем делу земље. Град је друго по важности градско насеље унутар Пловдивске области и средиште северне трећине ове области.

## Географија
Град Карлово се налази у средишњем делу Бугарске. Од престонице Софије град је удаљен 140 km, а од обласног средишта, Пловдива град је удаљен 60 km.
Област Карлова представља најсевернији део историјске покрајине Тракија. Град се сместио у пространој котлини, познатој као „Долина ружа”, коју на северу ограничава главно било планинског система Балкана, а јужно мања планина, Средња Гора. Изнад самог града издиже се највиши врх планине Балкан, Ботев (2376 m). Град је на реци Стрјами, у вишем делу њеног тока.
Клима у граду је измењено конитнентална са благим утицајем средоземне и елементима „жупе” — блаже зиме, мање ветрова.

## Историја
Карлово је првобитно било насељено Трачанима, а пре неколико година откривени су остаци прве трачке прстонице у близини Карлова. После римског освајања ових простора град замире, а ова област губи ранији значај.
Током првог дела средњег века област Карлова била је у саставу Византије. Од 9. века до 1373. године област је била у саставу средњовековне Бугарске, а затим је пала под власт Османлија. У 15. веку због потребе надгледања прелаза преко Балкана долази до образовања градског насеља. Тада је и започета производња ружиног уља у градској околини.
У 19. веку Карлово постаје једно од средишта бугарског народног препорода. У граду је рођен најзначајнији борац за осамостаљивање Бугарске, Васил Левски (град се у раздобљу 1953—62. називао Левскиград). 1878. године град је постао део савремене бугарске државе.
Претежна вероисповест становништва је православна.

## Становништво
По проценама из 2007. године град Карлово имао је око 25.000 ст. Већина градског становништва су етнички Бугари. Остатак су малобројни Роми. Последњих 20ак година град губи становништво због удаљености од главних токова развоја у земљи. Оживљавање привреде требало би зауставити негативни демографски тренд.

## Партнерски градови
- Коњин
- Брјанск
- Баранавичи